# Honkavaara
Honkavaara är en kulle i Finland. Den ligger i Enare kommun landskapet Lappland, i den norra delen av landet, 900 km norr om huvudstaden Helsingfors. Toppen på Honkavaara är 322 meter över havet, eller 83 meter över den omgivande terrängen. Bredden vid basen är 1,9 km.
Terrängen runt Honkavaara är huvudsakligen platt.Trakten runt Honkavaara är nära nog obefolkad, med mindre än två invånare per kvadratkilometer.